# الثورة الصناعية في الولايات المتحدة
كانت الثورة الصناعية حقبة زمنية خلال المئة عام الأولى من تاريخ الولايات المتحدة تطور فيها الاقتصاد من العمل اليدوي والزراعي إلى درجة أكبر من التصنيع القائم على العمالة. كان هناك العديد من التحسينات في أساسيات التكنولوجيا والتصنيع مما أدى إلى تحسن كبير في الإنتاج الكلي والنمو الاقتصادي في الولايات المتحدة. حدثت الثورة الصناعية في مرحلتين مختلفتين، إذ جرت الثورة الصناعية الأولى خلال الجزء الأخير من القرن الثامن عشر وعبر النصف الأول من القرن التاسع عشر وتقدمت الثورة الصناعية الثانية بعد الحرب الأهلية. كان من بين المساهمات الرئيسية في الثورة الصناعية الأولى، إدخال صموئيل سلاتر للطرق الصناعية البريطانية في صناعة النسيج إلى الولايات المتحدة، واختراع إيلي ويتني لمحلج القطن، وتحسينات إي. آي. دو بون في الكيمياء وصناعة البارود، وتطورات صناعية أخرى اقتضتها حرب 1812، وكذلك تشييد قناة إيري من بين تطورات عديدة أخرى.

## الجذور
مع التحول الصناعي في أوروبا الغربية من منتصف القرن الثامن عشر إلى أواخره، ظلت الولايات المتحدة ذات طابع زراعي تعتمد على معالجة الموارد ومطاحن الحبوب ومناشر الخشب بمثابة الإنتاج الصناعي الرئيسي غير الزراعي. مع زيادة الطلب على موارد الولايات المتحدة، أصبحت القنوات والسكك الحديدية مهمة للنمو الاقتصادي الذي يستلزم وسائل النقل إضافة إلى التفرق السكاني في الولايات المتحدة، خاصة في المناطق التي تُستخرج فيها الموارد مثل الحدود الغربية. جعل هذا الأمر من توسيع القدرات التكنولوجية أمرًا ضروريًا، مما أدى إلى ثورة صناعية في أمريكا، تنافس فيها رجال الأعمال والشركات مع بعضهم البعض وتعلموا من بعضهم البعض لتطوير تكنولوجيا أفضل، مما أدى إلى تغيير الاقتصاد الأمريكي بصورة جوهرية. أُخذت بعض التقنيات التي طورت الثورة الصناعية في الولايات المتحدة من التصاميم البريطانية عن طريق رواد أعمال بريطانيين طموحين أملوا باستخدام التكنولوجيا لإنشاء شركات ناجحة في الولايات المتحدة.
كان سامويل سلاتر من بين رواد الأعمال الذين ارتبط اسمهم ارتباطًا قويًا بنشوء صناعة المنسوجات في الولايات المتحدة، فهو الذي جلب تكنولوجيا المنسوجات إلى الولايات المتحدة. علم سلاتر أن الأمريكيين مهتمون بالتقنيات النسيجية المستخدمة في إنجلترا، ولكن نظرًا لأن تصدير مثل هذه التصميمات التقنية كان غير قانوني في إنجلترا، فقد حفظ قدر استطاعته وعاد إلى نيويورك. كفل موزس براون، أحد رواد الصناعة في ولاية رود أيلاند، خدمات سلاتر الذي وعد بإعادة إنتاج تصاميم المنسوجات البريطانية. بعد استثمار أولي من قِبل براون لتحقيق المتطلبات الأساسية، افتُتح المصنع بنجاح في عام 1793 ليكون أول مصنع نسيج يعمل على الطاقة المائية ويعتمد مبدأ الغزل الدوار في أمريكا. بحلول عام 1800، كرر العديد من رواد الأعمال مصنع سلاتر فأصبح أكثر ثراءً وشاعت تقنياته أكثر وأكثر، إذ أطلق أندرو جاكسون على سلاتر لقب «أب الثورة الصناعية الأمريكية». لكن سلاتر حصل أيضًا على اللقب المهين «سلاتر الخائن» من قِبل الكثيرين في بريطانيا العظمى إذ شعروا أنه خانهم في جلب التقنيات النسيجية البريطانية إلى الأمريكيتين.
مع اختراع محلج القطن الميكانيكي الحديث من قِبل إيلي ويتني في عام 1793، أصبح لدى المزارعين آنذاك الوسائل اللازمة لجعل زراعة القطن ربحية أكثر. كان عصر كينغ كوتون (القطن الملك) جارٍ بحلول أوائل القرن التاسع عشر، وفي منتصفه، كانت المزارع الجنوبية تزود 75% من قطن العالم. كان إدخال محلج القطن الجديد غير متوقع بقدر ما كان غير مسبوق. توسعت المنسوجات البريطانية دون تغيير في مبادئ الحلج لعدة قرون. بالنسبة لمنتجي القطن، كانت التكاليف الأولية أعلى ولكن تحسين الإنتاجية كان واضحًا ونُسخ تصميم محلج ويتني الأصلي لعام 1793 من قِبل الكثيرين وحُسن عليه.
هاجرت عائلة دو بون إلى الولايات المتحدة بسبب تداعيات الثورة الفرنسية، حملوا معهم خبرتهم في مجالي الكيمياء والبارود. لاحظ إي. آي. دو بون أن جودة البارود الأمريكي كانت رديئة، ولذلك افتتح طواحين إلوثريان للبارود في براندواين كريك عام 1802. كانت الطاحونة بمثابة منزل لعائلة دو بون بالإضافة إلى مركز للأعمال التجارية والحياة الاجتماعية، إذ استقر الموظفون في المصنع أو بالقرب منه. نمت الشركة بسرعة وبحلول منتصف القرن التاسع عشر أصبحت أكبر مورد للبارود لجيش الولايات المتحدة.
اقترح روبرت فولتون، من بنسلفانيا، خططًا لسفن تعمل بالبخار على كل من الحكومتين الأمريكية والبريطانية في أواخر القرن الثامن عشر. بعد أن طور معرفة تقنية كبيرة في كل من فرنسا وبريطانيا العظمى، عاد فولتون إلى الولايات المتحدة للعمل مع روبرت ليفينجستون والتصريح عن أول باخرة ناجحة تجاريًا تعمل بين مدينتي نيويورك وألباني. بنى فولتون زورقًا بخاريًا قويًا بما يكفي لاجتياز نهري أوهايو والميسيسبي، وكان من بين أوائل أعضاء لجنة تخطيط قناة إيري، وصمم فولتون أول غواصة تعمل بالطاقة العضلية، سُميت نوتيلوس.
اقتُرحت قناة إيري في ثمانينيات القرن الثامن عشر، ثم أُعيد اقتراحها في عام 1807 مع تمويلٍ لدراسة استطلاعية في عام 1808. بدأ البناء عام 1817 وكانت القناة الأصلية بطول 363 ميل تقريبًا مع 34 هويس مرقم، من ألباني إلى بوفالو. قبل القناة، اقتصر شحن البضائع السائبة على حيوانات الأحمال، ولم تكن هناك سكك حديدية وكانت المياه هي الطريقة الأكثر جدوى من ناحية التكلفة لشحن البضائع السائبة. كان استخدام هذه القناة الجديدة أسرع من استخدام العربات التي تجرها حيوانات الجر وخفضت تكاليف النقل بنحو 95%. أعطت القناة ميناء مدينة نيويورك ميزة كبيرة عن جميع مدن الموانئ الأمريكية الأخرى وساهمت في النمو السكاني لولاية نيويورك بالإضافة إلى فتح مناطق للاستيطان غربًا.

## العمالة والتمويل
تميزت الثورة الصناعية الأولى بالتحول في العمالة، إذ تحول نظام العمل الخارجي في الولايات المتحدة إلى نظام العمل في المصانع. طوال هذه الفترة، التي استمرت حتى منتصف القرن التاسع عشر، ظل الكثير من سكان الولايات المتحدة يعملون في زراعةٍ محدودة النطاق. على الرغم من النسبة القليلة للسكان العاملين في الصناعة في ذلك الوقت، اتخذت حكومة الولايات المتحدة إجراءات لمحاولة توسيع الصناعة الأمريكية ودعمها. يمكن ملاحظة ذلك في وقت مبكر من تاريخ الأمة من خلال اقتراح ألكسندر هاميلتون لأفكار «المدرسة الأمريكية» التي أيدت التعريفات الجمركية المرتفعة لحماية الصناعة الأمريكية. تبنى الحزب اليميني هذه الفكرة في أوائل القرن التاسع عشر بدعمه للنظام الأمريكي الخاص بهنري كلاي. لم تدعم هذه الخطة، التي اقتُرحت بعد حرب 1812 بوقت قصير، التعريفات الجمركية لحماية الصناعة الأمريكية فحسب ولكن أيضًا القنوات والطرق لتعزيز حركة السلع المصنعة في جميع أنحاء البلاد. كما كان الحال في بريطانيا، تمحورت الثورة الصناعية الأولى في الولايات المتحدة بشكل كبير حول صناعة النسيج. كانت مصانع النسيج الأمريكية الأولى تقع بجوار الأنهار والجداول لأنها كانت تستخدم المياه الجارية لتشغيل الآلات في المصنع. هذا يعني أن الكثير من مصانع الثورة الصناعية الأولى كانت موجودة في شمال شرق الولايات المتحدة.
للمساعدة في توسيع الصناعة، رخص الكونغرس بنك الولايات المتحدة في عام 1791، الذي قدم قروضًا لمساعدة التجار ورجال الأعمال في تأمين رأس المال المطلوب. ومع ذلك، رأى الجيفرسونيون أن هذا البنك توسعٌ غير دستوري للسلطة الفيدرالية، لذلك عندما انتهى ترخيصه في عام 1811، لم يجدده الكونغرس الذي يهيمن عليه الجيفرسونيون. أُقنعت المجالس التشريعية في الولايات بترخيص بنوك خاصة بها للاستمرار بمساعدة التجار والحرفيين والمزارعين الذين يحتاجون إلى قروض، وبحلول عام 1816، كان هناك 246 بنك ولاية معتمد. مع هذه البنوك، كانت الولايات قادرة على دعم تحسينات النقل الداخلي، مثل قناة إيري، التي حفزت التنمية الاقتصادية.